# Monstereophonic
Albums de Lordi
Scare Force One
(2014) Sexorcism
(2018)
Monstereophonic (sous-titré Theaterror vs. Demonarchy) est le huitième album studio du groupe de hard rock finlandais Lordi. Sorti le 16 septembre 2016, il s'agit du premier concept-album du groupe montrant deux visages. L'album est scindé en deux parties, la première représentant le visage "classique" du groupe et la seconde offrant des chansons plus modernes, plus "metal" selon les termes du Mr. Lordi.

## Line-up
- Mr. Lordi : chant
- Amen : guitare, chœurs
- Ox : basse, chœurs
- Hella : claviers, chœurs
- Mana : batterie

## Liste des chansons de l'album[2]
1. SCG8 : One Message Waitin' - 1:10
2. Let's Go,Slaughter He-Man (I Wanna Be The Beast-Man In The Masters Of The Universe) - 4:30
3. Hug You Hardcore - 3:40
4. Down With the Devil - 4:29
5. Mary Is Dead - 4:37
6. Sick Flick - 4:00
7. None For One - 4:15
8. SCGVIII : Openin' Scene - 1:22
9. Demonarchy - 6:01
10. The Unholy Gatherin' - 5:09
11. Heaven Sent Hell On Earth - 5:43
12. And the Zombie Says - 6:23
13. Break of Dawn - 5:47
14. The Night the Monsters Died - 7:14